# Tetraodon lecointrae
Espèce
Tetraodon lecointrae est une espèce éteinte de poissons de la famille des Tetraodontidae. 

## Description
Ces restes fossilisés sont présents dans les faluns de Bretagne. Il s'agit d'une sorte de poisson-globe à dents constitués d'un empilement d'une dizaine de lames émaillées, minces, subtrapézoïdales, jusqu'à 2 cm de long.

## Sources
- Fossiles, revue, no 30, 2017. Les fossiles oligocènes-miocènes des environs de Rennes.